# Соколица (село)
Соколица (болг. Соколица) — село в Болгарии. Находится в Пловдивской области, входит в общину Карлово. Население составляет 651 человек.

## Политическая ситуация
В местном кметстве Соколица, в состав которого входит Соколица, должность кмета (старосты) исполняет Ненко Тодоров Ненков (независимый) по результатам выборов правления кметства.
Кмет (мэр) общины Карлово — Найден Христов Найденов (коалиция партий:Болгарская социалистическая партия (БСП), Земледельческий союз Александра Стамболийского (ЗСАС), Болгарская социал-демократия, Движение за социальный гуманизм (ДСХ), политический клуб «Экогласность», политический клуб «Фракия») по результатам выборов в правление общины.